# Gaia

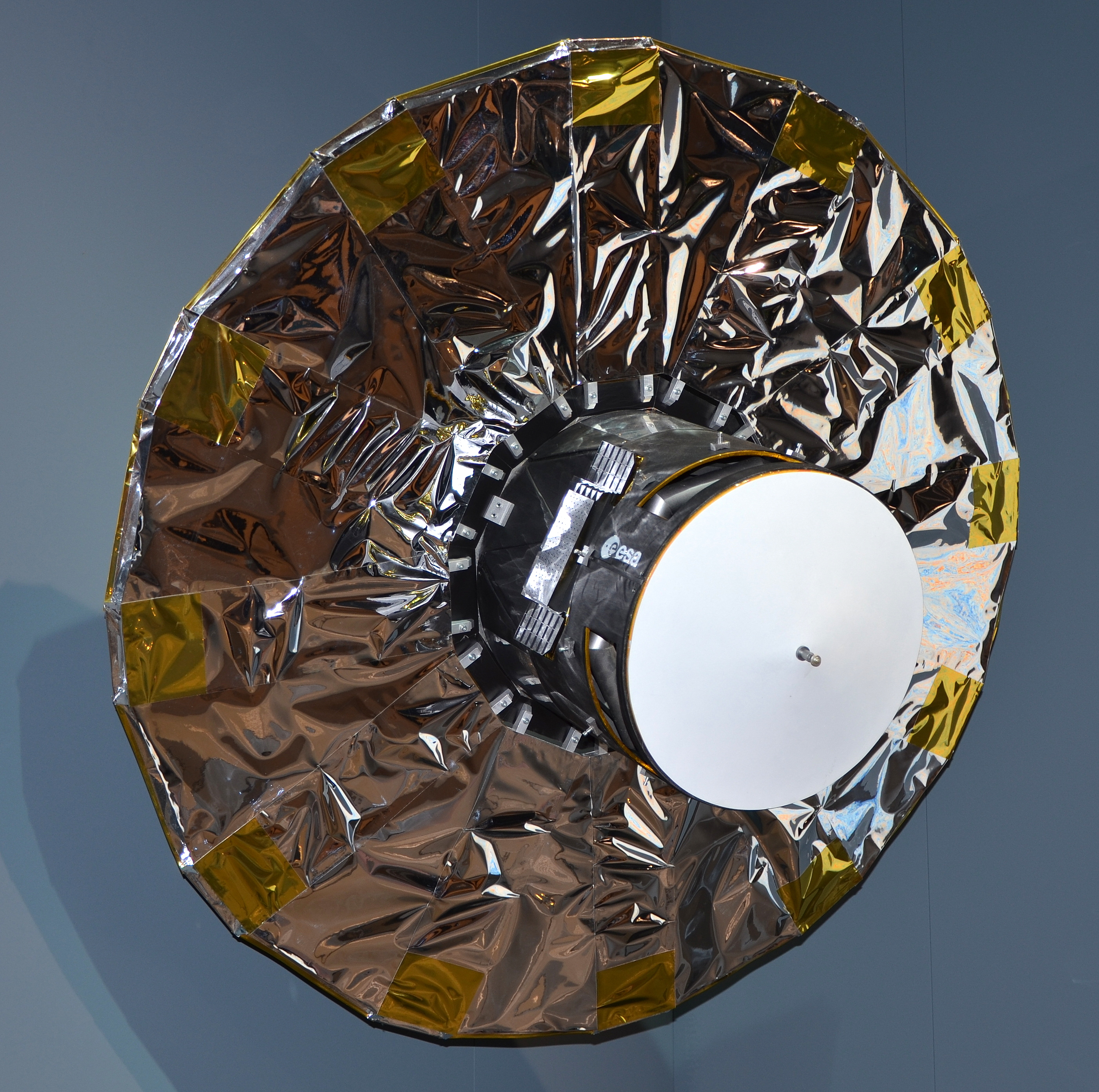
Макет Gaia на виставці Ле Бурже 2013 року

Телескоп Gaia — космічний телескоп Європейського космічного агентства, головною ціллю якого є точне визначення положень зір на небі, зокрема вимірювання відстаней до них паралактичним методом. Місія Gaia є науковою наступницею місії ЄКА Hipparcos (1989-1993), але досліджує в 10 000 разів більше об’єктів і визначає їхні позиції в 200 разів точніше. Gaia спеціалізується на об’єктах від 3 до 21 зоряної величини, оминаючи як найяскравіші, так і занадто тьмяні обʼєкти. Для понад мільярда зір Gaia провела астрометричні та фотометричні вимірювання безпрецедентної точності. Повторні спостереження того ж об'єкта дозволяють визначити його власний рух небом. Для об’єктів до 16 зоряної величини також аналізується спектр, за яким можна визначити радіальну швидкість, спектральний клас, температуру та інші характеристики.
Спочатку назва GAIA була абревіатурою від Global Astrometric Interferometer for Astrophysics (глобальний астрометричний інтерферометр для астрофізики) і відсилала до техніки оптичної інтерферометрії, яка спочатку планувалася для цього телескопа. Попри те, що принцип вимірювання на етапі проєктування було змінено, назву зберегли, але її написання було змінено на Gaia. Назва є відсилкою до богині землі Геї в грецькій міфології.
2000 року Gaia затвердили як пріоритетну місію ЄКА, а 2006 року було замовлено будівництво космічного апарата. 19 грудня 2013 року космічний апарат запустили з космодрому Куру за допомоги російської ракети-носія «Союз-СТ-Б» і невдовзі після того вивели на орбіту Ліссажу навколо точки Лагранжа L2 системи Сонце—Земля. 
Спочатку планувалося, що місія триватиме до 25 липня 2019 року, однак її продовжили до кінця 2025 року. Від початку місії було видано три каталоги: Gaia DR1 з 1,1 мільярда об’єктів, Gaia DR2 з 1,7 мільярда об’єктів і Gaia EDR3 з 1,8 мільярда об’єктів. Оголошено про подальше розширення та вдосконалення каталогів. Усі опубліковані дані знаходяться у вільному доступі в Інтернеті.
2022 року ініціатори проєкту Gaia Леннарт Ліндегрен і Майкл Перрімен за доробок у космічній астрометрії отримали премію Шао.

## Історія
Космічний телескоп Gaia бере свій початок від місії Європейського космічного агентства (ЄКА) Hipparcos (1989–1993). Проєкт Gaia запропонували в жовтні 1993 року Леннарт Ліндегрен (Лундська обсерваторія, Швеція) та Майкл Перріман (ЄКА). Вони подали його на конкурс довгострокових наукових програм ЄКА Horizon 2000 Plus. Науковий програмний комітет ЄКА затвердив проєкт 13 жовтня 2000, а реалізацію проєкту (фазу B2) було дозволено 9 лютого 2006 року, коли EADS Astrium взяла на себе відповідальність за обладнання. Назва Gaia спочатку була абревіатурою від Global Astrometric Interferometer for Astrophysics, що позначало оптичну техніку інтерферометрії, яку планувалося застосувати на космічному апараті. Попри те, що під час розробки концепцію було змінено, і абревіатура більше не застосовна, назву Gaia залишили як відображення неперервності проєкту. Також назва цього телескопа є відсилкою до давньогрецької богині Землі Геї (англійською — Gaia). 

## Цілі й завдання
Передбачалося, що за допомогою Gaia буде складено тривимірну карту нашої Галактики із зазначенням координат, напрямку руху й кольору більше мільярда зір. Крім цього, телескоп мав відкрити близько 10 тис. екзопланет, сотні тисяч квазарів і змінних зір, тисячі нових та наднових зір, а також астероїди й комети в Сонячній системі. Одним із завдань місії була перевірка загальної теорії відносності.
Детальніше про цілі телекскопа Gaia:
- Щоб визначити світність зорі, необхідно знати відстань до неї. Одним із небагатьох способів досягти цього без спеціальних фізичних припущень є паралакс зорі, але атмосферні впливи та інструментальні похибки погіршують точність вимірювань паралакса[19]. Наприклад, цефеїди застосовують як стандартні свічки для вимірювання відстаней до галактик, але відстані до них самих визначено з великими похибками. Таким чином, залежні від них величини, такі як швидкість розширення Всесвіту, залишаються неточними. Точне вимірювання відстаней до них має великий вплив на розуміння інших галактик і, отже, всього космосу (див. шкала космічних відстаней).
- Спостереження за найслабшими об'єктами забезпечать повніше уявлення про функцію світності зір. Gaia спостерігатиме 1 мільярд зір, що становить близько 1 % в галактиці Чумацький Шлях[20].
- Для кращого розуміння швидших етапів еволюції зір (таких як класифікація, частота, кореляції та безпосередньо спостережувані атрибути рідкісних фундаментальних і циклічних змін). Цього необхідно досягти шляхом детального обстеження та переогляду великої кількості об'єктів протягом тривалого періоду. Спостереження за великою кількістю об’єктів у Галактиці також важливо для розуміння динаміки галактики.
- Вимірювання астрометричних і кінематичних властивостей зір необхідне для розуміння різноманітних зоряних популяцій, особливо найвіддаленіших.

Для досягнення цих цілей було поставлено такі завдання:
- Визначити положення, паралакс і власний рух 1 мільярда зір із точністю близько 20 кутових мікросекунд для зір 15 величини і 200 мкс — для зір 20 величини[21].
- Визначити координати зір до десятої величини з точністю до 7 мкс, для зір до 15-ї величини визначити координати з точністю від 12 до 25 мкас, а для зір до 20-ї величини — із точністю від 100 до 300 мкас (залежно від їх кольору)[22].
- Таким чином, відстань до близько 20 мільйонів зір буде виміряно з точністю 1 % (чи краще), а відстані до близько 200 мільйонів зір буде виміряно з точністю краще 10 %. Точність у межах 10 % буде досягнуто аж до Галактичного центру, що перебуває на відстані 30 000 світлових років[23].
- Виміряти тангенціальну швидкість 40 мільйонів зір із точністю краще 0,5 км/с[24][25].
- Отримати атмосферні параметри (ефективну температуру, міжзоряне поглинання на лінії зору, прискорення вільного падіння на поверхні, металічність) для всіх спостережуваних зір[26], а також деякі більш детальні хімічні склади для цілей, яскравіших за V = 15[27].
- Точно виміряти нахил орбіт тисячі позасонячних планет, визначивши їх справжню масу за допомогою астрометричних методів виявлення планет[28][29].
- Точніше виміряти викривлення світла гравітаційним полем Сонця, передбачене Загальною теорією відносності Альберта Ейнштейна та вперше виявлене Артуром Еддінгтоном під час сонячного затемнення 1919 року, а отже, безпосередньо спостерігати за структурою простору-часу[12].
- Потенціал для виявлення астероїдів групи Атіри, орбіти яких повністю лежать всередині орбіти Землі, і які важко спостерігати земними телескопами, оскільки вони завжди перебувають поблизу Сонця, на ділянках неба, які можна спостерігати лише вдень (чи майже вдень)[30].
- Виявити до 500 000 квазарів[31].

## Космічний апарат
Телескоп працює в оптичному діапазоні. Для максимального тепло- та світло-захисту телескоп оснащений великим сонцезахисним екраном діаметром 10.2 м. Екран завжди обернений до Сонця, завдяки чому всі компоненти телескопа залишаються прохолодними, а живлення Gaia здійснюється за допомогою сонячних панелей на його поверхні. Ці фактори та матеріали, використані при його створенні, дозволяють Gaia функціонувати в умовах від -170°C до 70°C.
Основним інструментом телескопу Gaia є цифровий сенсор, найбільший із коли-небудь створених для місій у космосі. Він складається зі 106 окремих ПЗЗ-матриць розміром 4,7 x 6 см кожна, загальним розміром близько 1 гігапікселя.

## Наукові інструменти
| - Дзеркало телескопа 1 (M1, M2, M3) - Дзеркало телескопа 2 (M’1, M’2, M’3) - Дзеркала М4, М'4, М5, М6 опущено Інші компоненти: 1. Кільце з карбіду кремнію 2. Радіатор охолодження 3. Електроніка площини фокусування 4. Резервуари для азоту 5. Призми для спектроскопа 6. Паливні баки 7. Старттрекер 8. Телекомунікаційна частина та батареї 9. Головний привід | Комбінований світловий шлях телескопів, структура площини фокусування та інструментів: Завдяки обертанню зонда зображення у фокальній площині рухаються зі швидкістю 60 кутових секунд на секунду. 1. Падаюче світло від дзеркала M3 2. Падаюче світло від дзеркала M’3 3. Площина фокусування з детекторами для астрометричного приладу — світло-блакитного кольору; фотометр для синього світла — темно-синього кольору; фотометр для червоного світла — червоного кольору; спектрометр для радіальної швидкості (доплерівське вимірювання кальцієвих ліній) — рожевого кольору 4. Дзеркала M4 і M’4, які поєднують два шляхи світла 5. Дзеркало М5 6. Дзеркало М6, яке освітлює площину фокусування 7. Оптика й призми для визначення радіальної швидкості (РШ) 8. Призми для синього (BP) і червоного (RP) фотометра |

### Телескоп
Gaia містить два телескопи, що мають спільну фокальну площину. Лінії спостереження телескопів розділені основним кутом. Обидва телескопи є тридзеркальними анастигматами з позаосьовою конфігурацією Корша. Вхідні зіниці розташовані на головних дзеркалах прямокутної форми і мають розміри 1,45×0,5 м. Об’єднувач променів на вихідній зіниці об’єднує оптичні шляхи. Два пласкі дзеркала, що розташовані далі, згинають шлях світла в комбінованому промені до фокальної площини. Таким чином, загальна кількість дзеркал дорівнює 10.
Фокусна відстань обох телескопів становить 35 м, що забезпечує масштаб пластини 58,9 × 176,8 mas/піксель уздовж і поперек напрямів сканування відповідно. Прямокутна апертура дозволяє одновимірно об’єднувати ПЗЗ-зображення в поперечному напрямку сканування для тьмяних зір, суттєво зменшує шум зчитування ПЗЗ-знімка та пропускну здатність низхідного зв’язку з мінімальним впливом на астрометрію.
Кожен телескоп складається з чотирьох однакових наборів дзеркал (від M1 до M4). Два додаткових дзеркала (M5 і M6) використовуються обома телескопами, щоб спрямувати світло в одну фокальну площину. Телескопи мають приводи, які можуть рухати дзеркала в межах 5°, але вони працювали лише під час фази калібрування та після періоду нагріву. Обидва телескопи спрямовано на однакові за розміром ділянки неба, які рознесено на 106,5°; кожну з ділянок спостерігає один телескоп. Два поля зору мають розмір приблизно 1,4° × 0,7°, тож вони охоплюють приблизно вчетверо більшу площу диска Сонця або повного місяця на небі.
Хоча всі дзеркала прямокутні, вони значно відрізняються за розміром і формою. Головні дзеркала (M1) увігнуті й мають розмір 1,46 × 0,51 м, а опуклі вторинні дзеркала (M2) мають розмір 0,35 × 0,16 м. Світло від останньої пари відбивається на увігнуті третинні дзеркала (M3), розмір яких становить 0,65 × 0,28 м. Оптику доповнюють плоскі поєднувальні дзеркала М4 (розміри 0,19 × 0,07 м), а також дзеркала М5 і М6 (розміри 0,55 × 0,34 м).
Усі десять дзеркал виготовлені зі спеченого карбіду кремнію та мають захищену срібну поверхню з високим відбиттям. Це дозволило побудувати легку, але надзвичайно жорстку конструкцію,  що важливо не лише для продуктивності дзеркала під час експлуатації, але й для мінімізації деформацій, спричинених гравітаційним полем Землі.

### Камера

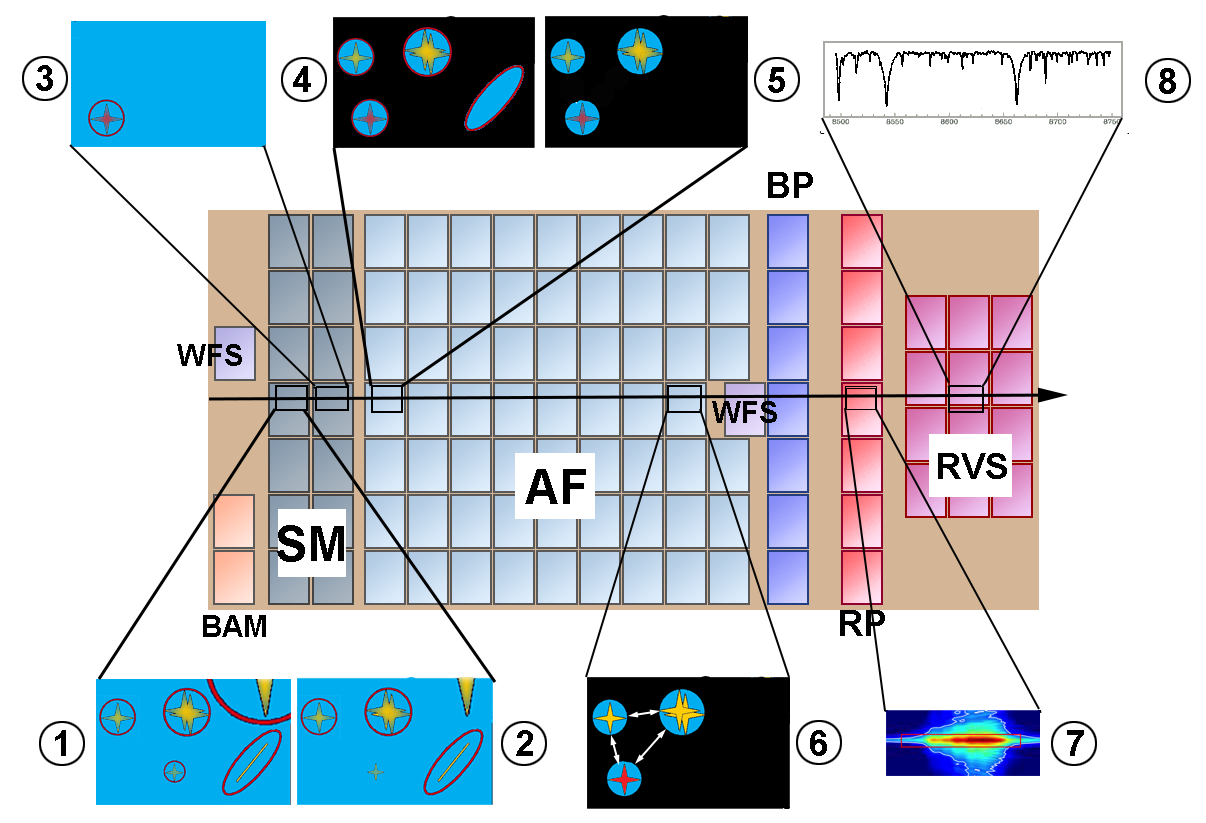
SM – прилад для картографуння неба
AF – астрометричне поле
BP – синій фотометр
RP – червоний фотометр
RVS – спектрограф радіальної швидкості
WFS – датчик хвильового фронту
BAM – монітор базового кута

Світло від обох телескопів падає на спільну фокальну площину. Там об’єкти виявляються за допомогою поля із загалом 106 високочутливих ПЗЗ-детекторів з розмірами 6 см × 4,7 см і роздільною здатністю 4494 × 1966 пікселів, разом датчики мають близько мільярда пікселів, тому її ще називають «камерою з мільярдом пікселів». Це камера з найвищою роздільною здатністю, яка коли-небудь використовувалася в космосі. ПЗЗ-матриці виявляють хвилі довжиною 330-1050 нм, тобто, від ближнього ультрафіолетового до ближнього інфрачервоного, що трохи виходить за межі людського зору, який здатен сприймати світло в діапазоні приблизно 400-760 нм.
Телескопи Gaia поєднано з науковими інструментами, які точно визначають розташування зір та їхню швидкість, а також роблять спектральний аналіз їх світла. Основу Gaia складають три інструменти, що відповідають за вимірювання в астрометрії, фотометрії та спектрометрії.

### Астрометрія
Астрометричний інструмент (Astro), який визначає точне положення зір. Gaia вимірює відносну відстань між тисячами зір, які одночасно наявні в об’єднаному полі зору. Астрометричне поле у фокальній площині дискретизується матрицею з 62 ПЗЗ, кожна з яких зчитується в режимі інтеграції із затримкою в часі, синхронізованому зі скануючим рухом супутника. Gaia проводить вимірювання для майже 2000 мільйонів зір, яскравіших за G ≈ 20,7 mag, зв’язуючи об’єкти з малими та великими кутовими відстанями в мережу, у якій кожен об’єкт підключений до великої кількості інших об'єктів у кожному напрямку. Кожна зоря проходить через астрометричний інструмент у середньому ~12 разів на рік, що призводить до ~630/1260 проходів ПЗЗ-детектора за номінальний/розширений (п’ять/десять років) термін служби місії. ПЗЗ-детектори Gaia мають розмір пікселя 10 мкм (59 кутових мілісекунд) у напрямку сканування (також відомому як напрямок уздовж сканування), а астрометричний інструмент розроблено для роботи з щільністю об’єктів приблизно до 750 000 зір на квадратний градус. У переповнених полях спостерігають лише найяскравіші зорі, тому в таких зонах ліміт стає яскравішим за 20,7 зоряної величини. 

### Фотометрія
Фотометричний інструмент (BP/RP), який вимірює потоки випромінювання зір в діапазоні 320–1000 нм для визначення їх астрофізичних характеристик. 
Основною метою фотометричного приладу є вимірювання спектрального розподілу енергії всіх спостережуваних об’єктів. Це вимірювання є критично важливим у двох аспектах: воно потрібне для корекції виміряного положення центроїда в основному астрометричному полі для систематичних хроматичних зсувів, і для визначення астрофізичних характеристик, таких як ефективна температура, маса, вік, склад і хімічні властивості для всіх зір.
Інструмент містить два фотометри: «блакитний» (BP), що охоплює діапазон довжин хвиль 330–680 нм, та «червоний» (RP), що охоплює 640–1050 нм. Також пристрій здійснює багатоколірну фотометрію за допомогою дисперсійної призми. Оскільки саме призма є основним елементом інструмента, зоряне світло не фокусується у вигляді точкового зображення, подібного до функції розсіювання точки (PSF), а розсіюється вздовж напрямку сканування в спектрі з низькою роздільною здатністю. Прилад складається з двох призм із плавленого кремнезему, які розсіюють все світло, що потрапляє в поле зору. Обидві призми мають відповідні широкосмугові фільтри для блокування небажаного світла. Фотометричний прилад інтегрований з астрометричними та спектроскопічними приладами та телескопами; фотометричні ПЗЗ розташовані у фокальній площині Gaia. У результаті світло від обʼєктів, що надходить із двох напрямків огляду двох телескопів, накладаються на фотометричні ПЗЗ-матриці. Призми розташовані між останнім дзеркалом телескопа (M6) і фокальною площиною, близько до останньої, і фізично підтримуються радіатором ПЗЗ.
Фотометричні спостереження збираються за допомогою фотометричного приладу з такою ж кутовою роздільною здатністю, що й астрометричні спостереження, і для всіх об’єктів, які спостерігаються астрометрично, щоб: 
- мати можливість хроматичної корекції астрометричних спостережень;
- надавати астрофізичну інформацію для всіх об’єктів, включаючи їх класифікацію (наприклад, тип об’єкта, такий як зоря, квазар тощо) та астрофізичні характеристики (наприклад, міжзоряне почервоніння та ефективна температура для зір, фотометричні червоні зсуви для квазарів тощо);
- мати можливість реконструювати фотометричні часові ряди для фотометрично змінних об'єктів[47].

### Спектрометрія
Спектрометр радіальної швидкості (англ. Radial Velocity Spectrometer, RVS), отримує спектри із середньою роздільною здатністю в діапазоні 847–874 нм, які застосовують для визначення променевої швидкості для зір до 17 величини. Променева швидкість разом із паралаксом та власним рухом дозволяє визначити повний вектор швидкості зорі відносно Сонця. 
Основною метою інструменту RVS є отримання спектрів для 100–150 мільйонів найяскравіших зір (до 17-ї зоряної величини). За цими спектрами визначають радіальну швидкість, що має вирішальне значення для вивчення кінематичної та динамічної історії Чумацького Шляху.
Прилад RVS — це спектрограф інтегрального поля середньої роздільної здатності (R = λ/∆λ ~ 11 500) ближнього інфрачервоного діапазону (847–874 нм), який розсіює все світло, що потрапляє в поле зору. Прилад RVS інтегрований з астрометричними та фотометричними приладами та телескопами; RVS ПЗЗ розташовані у фокальній площині Gaia. RVS використовує (астрометричну) функцію Sky Mapper для виявлення та підтвердження об’єктів. Об’єкти для спостереження RVS відбирають на основі вимірів, зроблених перед тим на червоному фотометрі. Світло від об’єктів, що надходить із двох напрямків огляду двох телескопів, накладається на ПЗЗ-матриці RVS.
Спектроскопічні спостереження збирають для всіх об’єктів до GRVS ≈ 16 mag, щоб:
- визначати радіальну швидкість шляхом вимірювання доплерівського зсуву (із застосуванням крос-кореляції);
- визначати (починаючи з Gaia Data Release 3) астрофізичну інформацію, таку як міжзоряне почервоніння, параметри атмосфери та швидкості обертання, для зір, яскравіших GRVS ≈ 12m;
- надавати (починаючи з Gaia Data Release 3) вміст елементів для зір, яскравіших GRVS ≈ 11m[47].

Спектроскопічний прилад може впоратися з щільністю до 35 000 об’єктів на квадратний градус. У щільніших ділянках спостерігають лише найяскравіші зорі.

### Обробка даних зондом
Блок обробки відео (VPU) Gaia має за основу інженерну модель (EM), що відповідає за обробку в режимі реального часу та управління даними про зорі, які передаються вузлом фокальної площини. VPU містить спеціальну плату попередньої обробки, розроблену компанією Astrium, а для основної частини обробки — плату SCS750 PowerPC від Maxwell Technologies Inc., Сан-Дієго, США. Дані обробляються комп’ютерною системою з модульною архітектурою, яка відповідає розташуванню детекторів. Для збору даних система обробки даних має сім блоків обробки відео (VPU), по одному блоку на кожен ряд детекторів. Кожен VPU містить спеціальний препроцесор CWICOM (CCSDS Wavelet Image COMpression ASIC), розроблений Astrium, який в основному відповідає за швидке стиснення даних й генерацію пакетів даних. Кожен із цих пристроїв має потужність обробки понад 1000 MIPS. З такою величезною обчислювальною потужністю Gaia має більше можливостей для обробки чисел і гнучкості, ніж будь-який інший супутник, раніше створений ЄКА. 
Також є загальний, окремо керований твердотільний накопичувач 800 Гбіт для зберігання результатів. Після віднімання бітів для виправлення помилок коду Ріда-Соломона ефективна ємність пам’яті становить 120 гігабайт. У середньому щодня спостерігається до 40 мільйонів об’єктів, проводиться від 400 до 500 мільйонів вимірювань, в результаті чого виникає близько 40 ГБ даних.
Усі дані обробляються в режимі реального часу без буферизації, а датчики зчитуються синхронізовано з тією ж швидкістю, що й об’єкти рухаються через детектори. Відмова одного із семи блоків обробки відео може вплинути на результати. На початку місії були часті перезавантаження VPU, проте оновлення програмного забезпечення VPU до версії 2.8 у квітні 2015 року вирішило цю проблему.

## Стартова та тестова фази

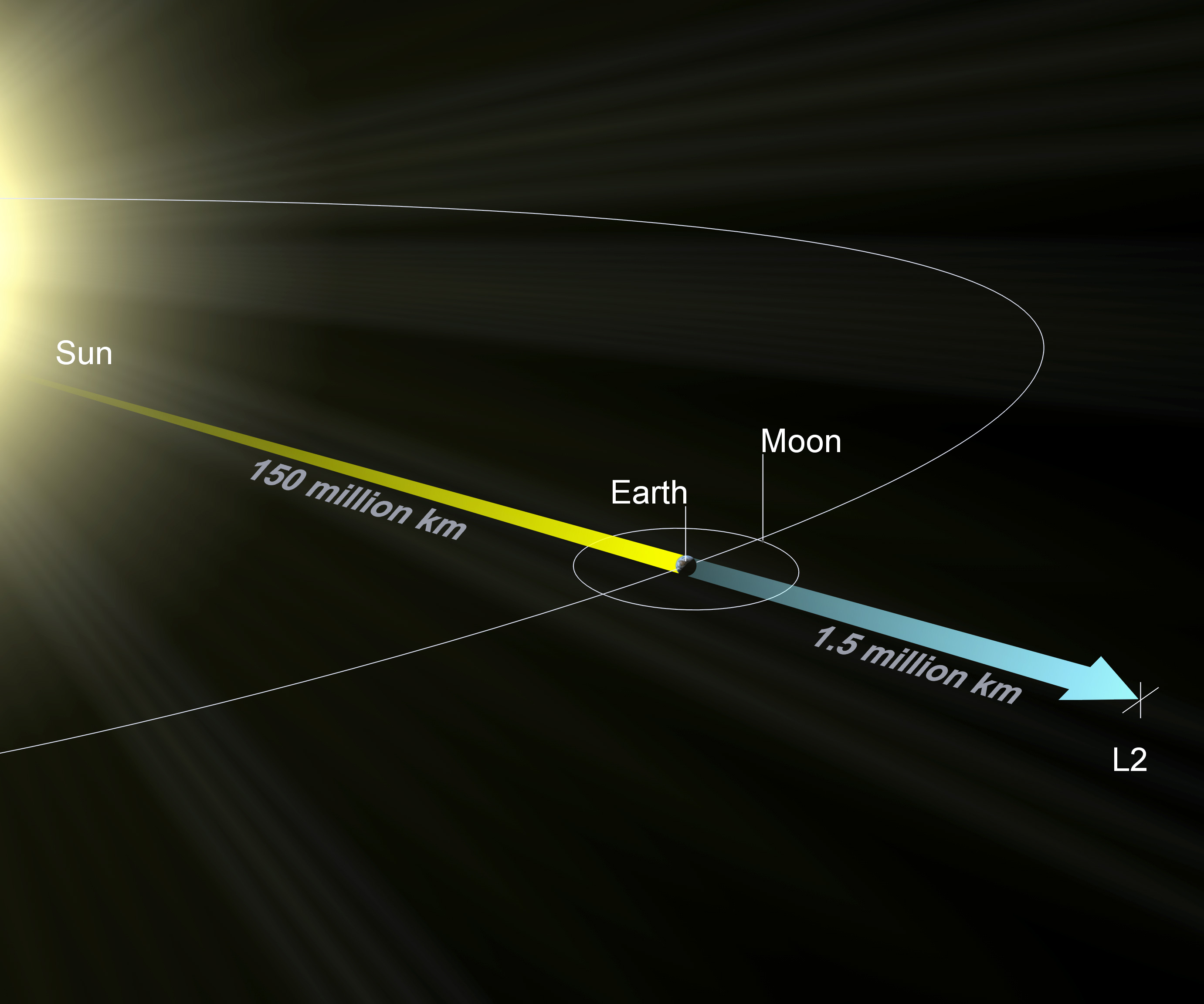
Положення точки Лагранжа L2

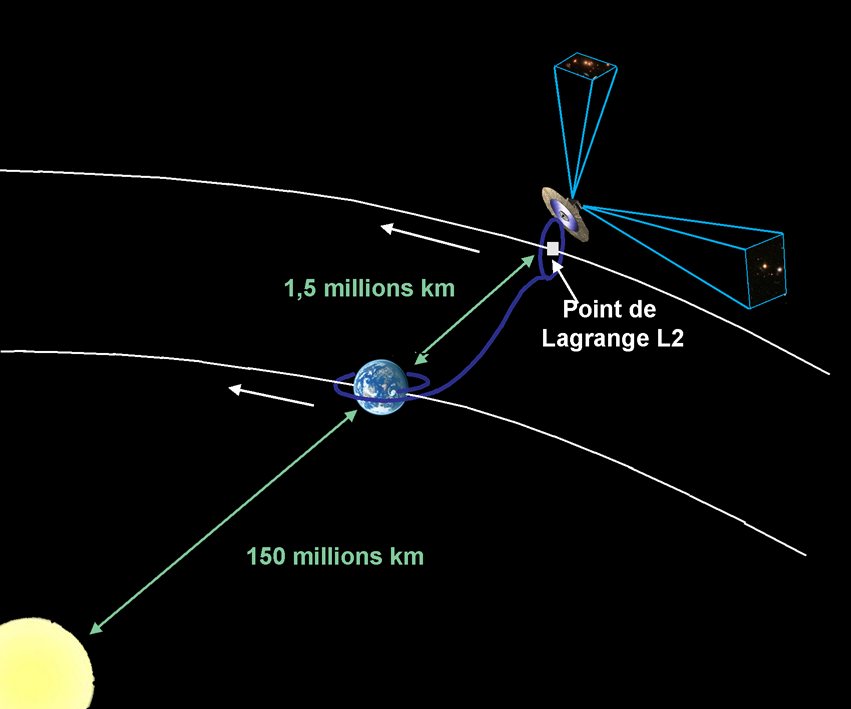
Траєкторія космічного корабля Gaia до точки Лагранжа Сонце-Земля L2 і подальшої орбіти Ліссажу навколо L2

### Стартовий етап
Gaia запустила компанія Arianespace чотириступінчастою російською ракетою-носієм «Союз СТ-Б» із розгінним блоком «Фрегат-СБ» з космодрому Куру у Французькій Гвіані 19 грудня 2013 року о 09:12 UTC (06:12 за місцевим часом).  Спочатку запланований на 20 листопада 2013 року, він був перенесений з технічних причин. Стартова маса зонда становила 2030 кг, з яких 710 кг припадало на корисне навантаження, 920 кг на службовий модуль і 400 кг на паливо.
Розгінний блок «Фрегат» вийшов на орбіту висотою 175 км. Через одинадцять хвилин, після повторного запуску двигуна, він вивів зонд на перехідну орбіту. «Фрегат» відокремився через 42 хвилини після зльоту, а сонцезахисний екран розгорнувся майже через 90 хвилин.

### Тестовий етап
8 січня 2014 року Gaia вийшла на орбіту навколо точки Лагранжа L2 Сонце—Земля. Точка L2 розташована на лінії Сонце—Земля на відстані близько 1,5 млн км від Землі (у напрямку від Сонця). Із цієї точки гравітаційної рівноваги можна спостерігати космічні об'єкти практично безперервно (на відміну від ближчих орбіт). Gaia вийшла на орбіту Ліссажу навколо L2, яка обмежена паралелепіпедом із розмірами 263 000 км × 707 000 км × 370 000 км, таким чином, щоб не потрапляти в тінь Землі протягом приблизно п'яти років. Затінення зменшує енергопостачання та змінює температуру агрегатів, а через їх теплове розширення погіршується зображення. Зонд проходив інтенсивні випробування протягом приблизно півроку під час етапу введення в експлуатацію, а також передачі даних, обробки даних і позиціонування. Робота, виконана для підключення всіх компонентів сервісного модуля Gaia, пройшла добре, наукове обладнання Gaia також працювало відмінно. Однак ближче до початку введення в експлуатацію було виявлено низку проблем, що впливали на продуктивність корисного навантаження, зокрема: забруднення, розсіяне світло й періодичні варіації кута між телескопами. Розсіяне світло збільшує фон і пов’язаний із цим шум. Вплив є найбільшим для найслабших зір, але мінімальним — для яскравіших зір.

### Калібрування
Фаза випробувань завершилася 18 липня 2014 року, а 25 липня 2014 року, Gaia розпочала фазу калібрування, яка тривала 28 днів. Під час калібрування проводилося сканування полюсів екліптики та розпочався збір наукових даних. Протягом цих 28 днів Gaia діяла за «принципом сканування полюсів екліптики» (англ. Ecliptic Poles Scan Law, EPSL), у якому ділянки навколо полюсів сканували двічі за оберт. Для цього перед стартом було створено «Каталог полюсів екліптики» (EPC, пізніше Gaia Ecliptic Pole Catalog, GEPC). Каталог GEPC V. 3.0 містить 612 946 об'єктів у двох полях площею один квадратний градус — навколо північного та південного полюсів екліптики. Ділянка навколо Північного полюса відносно бідна на зорі й містить 164 468 об'єктів, тоді як поблизу південного лежить Велика Магелланова Хмара й ділянка містить 448 478 об'єктів.

## Номінальна операція
Після калібрування вимірювання було розширено, щоб охопити всю область неба. Відтоді Gaia діє за «принципом нормального сканування» (англ. Nominal Scanning Law, NSL). Спочатку гідразинові двигуни мали коригувати курс зонда приблизно раз на місяць. Згодом інтервал між коригуючими маневрами збільшився й становив від 3 до 4 місяців.

### Наземний контроль

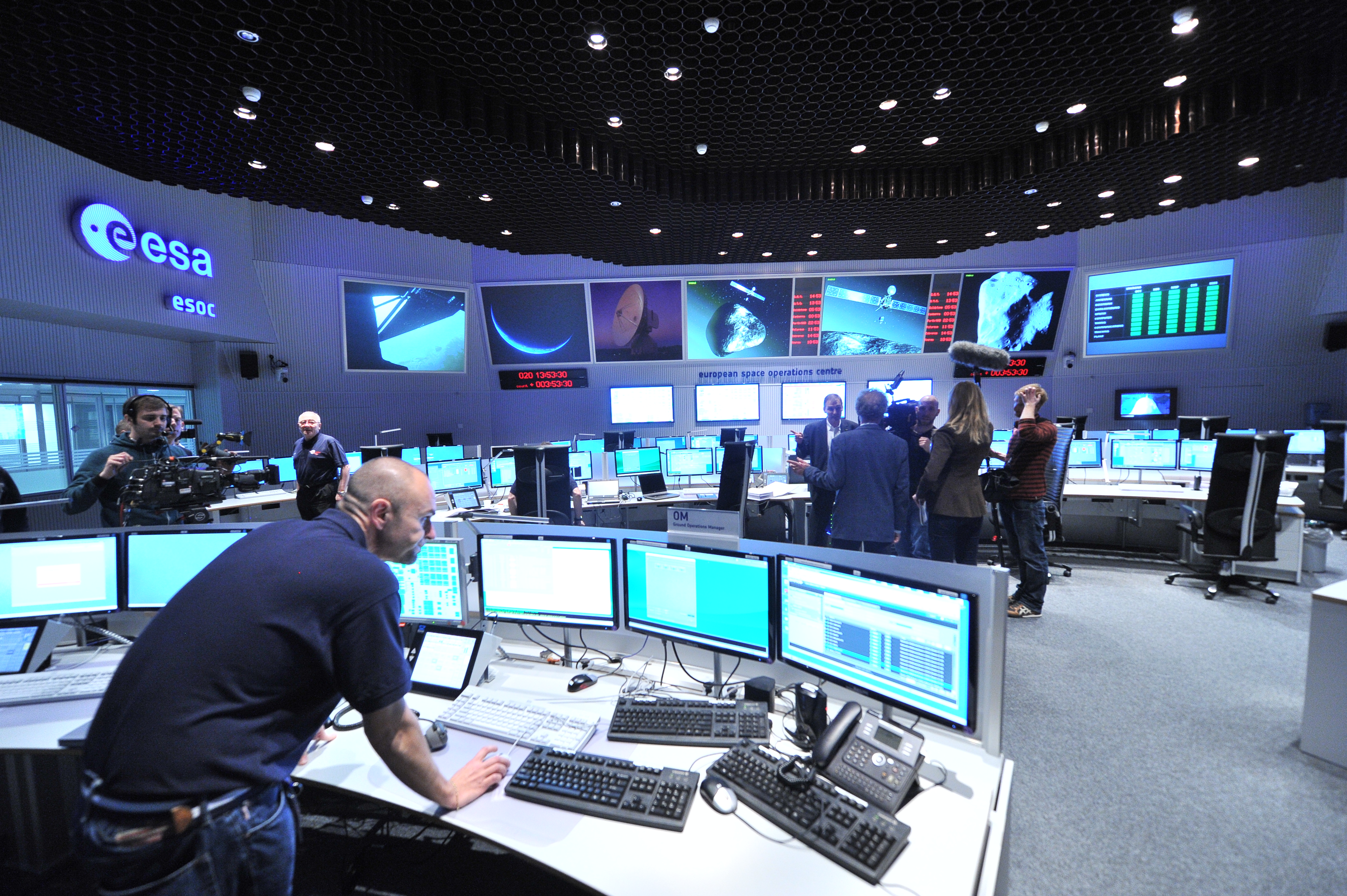
Центр управління ESOC

Наземний контроль (англ. Mission Operation Centre, MOC) здійснюється з Європейського центру космічних операцій (англ. European Space Operations Centre, ESOC) у Дармштадті, Німеччина. Наземний контроль використовує дані телеметрії і відповідає за планування траєкторії польоту, відстеження положення, напрямку, швидкості та внесення будь-яких коригувань курсу. Також відповідає за зв’язок, передає план спостереження на зонд і обслуговує програмне забезпечення на борту, забезпечує синхронізацію годинників і контролює роботу комп’ютерів, використання пам’яті тощо. ESOC втручається в разі несподіваної події або виникненні операційного збою, аналізує проблеми, намагається мінімізувати наслідки та повертає зонд у нормальний режим роботи. Наземний контроль дбає про калібрування двигунів і навігаційних приладів. Він відповідає за планування та розподіл відповідних можливостей завантаження мережі ESTRACK, враховуючи потреби інших місій, що виконуються одночасно. Для місії задіяні три наземні станції (ісп. Cebreros, Іспанія, англ. New Norcia, Австралія та ісп. Malargüe, Аргентина). Дані з усіх трьох антен збираються на наземному диспетчері та пересилаються звідти до Європейського центру космічної астрономії (англ. European Space Astronomy Centre, ESAC). ESOC обробляє дані «наземного оптичного пристрою стеження» (англ. Ground Based Optical Tracking, GBOT) для визначення положення та реконструкції траєкторії, що є основою для точного розрахунку положення об’єкта.

### Наукові операції
У той час як ESOC управляє космічним кораблем і контролює його комунікації, контроль за науковими приладами належить Науково-операційному центру (англ. Science Operation Centre, SOC), який розташований поблизу Мадрида, Іспанія. Усі оцінки наукових даних, а також наукові операції, зберігання, управління та розповсюдження даних здійснюються через ESAC у Віллафранці. SOC вибирає «стратегію спостереження» (англ. scanning principle), визначає розклад, прогнозує бортову швидкість передачі даних відповідно до принципу сканування та моделі неба, створює «файл уникання перерв» (англ. science break avoidance file), що містить періоди часу, коли перерви в науковому зборі виявляться особливо шкідливими для кінцевих продуктів місії та інше. Вчені знають щільність зір і, отже, кількість згенерованих даних, і передають цю інформацію в ESOC для планування потреб у зв’язку. 

### Стратегія спостереження

Метод сканування Gaia

Спостереження проводиться з контрольованої орбіти Ліссажу навколо точки Лагранжа L2. Під час фази спостереження зонд із постійною швидкістю обертається навколо власної осі. Швидкість обертання синхронізована зі швидкістю зчитування датчиків. За шість годин зонд фіксує об’єкти у вузькій смузі неба на 360°, перпендикулярній до осі обертання. Оскільки два поля спостереження рознесено на кутову відстань 106,5°, об’єкт проходить через два поля спостереження з інтервалом 106,5 хвилин. Окремі датчики охоплюються за 4,4 секунди; цей час також є часом експозиції. Вісь обертання не зафіксована в просторі, а повільно прецесує (із періодом 63 дні), так що смуга спостереження з кожним обертом зсувається, і таким чином оглядається все небо. У середньому кожен об’єкт на небі спостерігається близько 70 разів. протягом усього періоду спостереження зонд із сонцезахисним екраном перебуває під кутом 45° до сонця. Для виявлення розмір об’єкта має бути меншим 500-600 mas у діаметрі, що виключає виявлення планет, деяких супутників, а також деяких астероїдів.

### Наземний оптичний блок стеження

Delta-DOR: почергове вимірювання зонда та квазара

Для точних розрахунків позиція телескопа на будь-який час має бути відома з високою точністю, зокрема довжина базової лінії для вимірювання паралакса. Швидкість відносно барицентра Сонячної системи має бути відома з точністю до 2,5 мм/с, а положення – з точністю до 150 м. Щоб визначити відстань до зонда, ESOC проводить регулярні вимірювання часу проходження радіосигналів з точністю до 5 м. Швидкість у радіальному напрямку (до чи від спостерігача) може бути визначена з точністю 0,1 мм/с за допомогою доплерівського вимірювання.
Дуже точним методом вимірювання положення є метод Delta-DOR, для якого потрібні дві антени, розташовані на великій відстані одна від одної, які разом відстежують космічний апарат із точністю до міліметра. Станції посилають сигнали, які приймає космічний апарат й одразу відправляє назад. Визначається різниця в часі між моментом надсилання сигналу та моментом надходження сигналу на дві станції. Загалом це відповідає різниці вимірювання часу двостороннього проходження, на основі якого можна тріангулювати відстань і позицію. Відстань до космічного апарата визначається шляхом вимірювання часу, який потрібен радіосигналу для проходження до космічного корабля та назад на Землю. Delta DOR може забезпечити вимірювання з точністю приблизно до 22 м. Однак весь час спостерігати Gaia двома антенами мережі ESTRACK неможливо, бо інші місії також потребують доступу до антен.

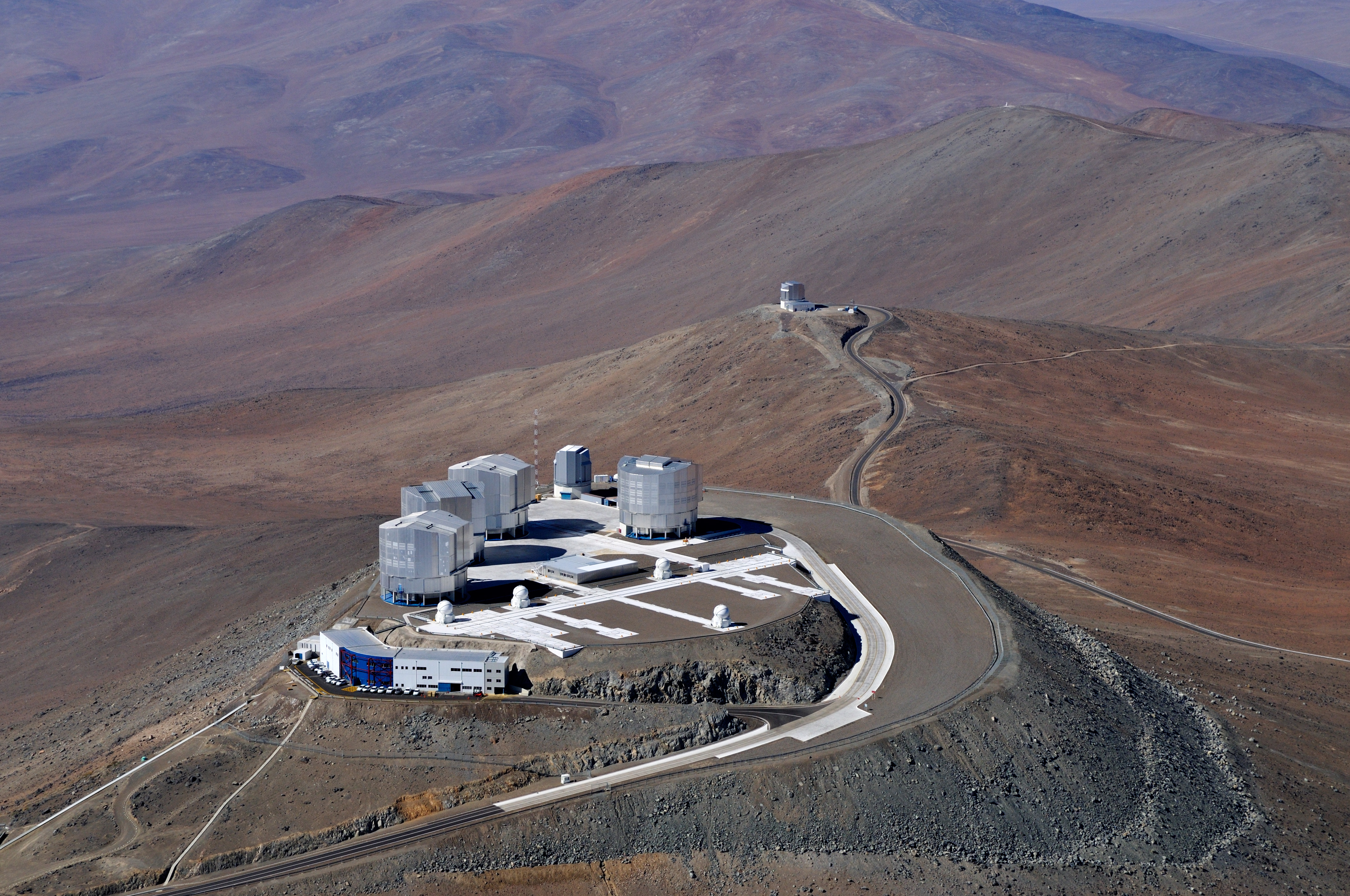
Один із телескопів стеження знаходиться в обсерваторії Паранал у Чилі (VST на дальньому кінці гірського плато)

Цю проблему вирішує «наземний оптичний блок стеження» (англ. Ground Based Optical Tracking, GBOT): протягом усього періоду місії оптичні телескопи регулярно дивляться на зонд і записують його положення та час, щоб точне положення можна було обчислити для будь-якого моменту. Цю процедуру було успішно випробувано ще перед запуском Gaia, на значно менших телескопах WMAP і «Планк», які теж працювали поблизу L2. Положення оцінюється відносно еталонних зір. Оскільки їх положення, паралакси та рухи стають більш відомими лише після спостереження та оцінки, визначення положення повторюється рекурсивно з покращеними даними: точніше визначення положення зонда, своєю чергою, покращує точність вимірювань положення опорних зір і так далі. GBOT не може спостерігати за зондом протягом п’яти–семи днів під час Повного Місяця, оскільки в цей час Місяць перебуває в напрямку L2 від Землі. Протягом цього часу вимірювання Delta-DOR можуть компенсувати прогалини, щоб уникнути втрати якості даних про місцезнаходження зонда. ESOC оцінює як радіовимірювання, так і спостереження з GBOT для реконструкції орбіти.
Телескопи стеження включають 2,5-метровий оглядовий телескоп ДВТ на горі Паранал у Чилі, 2-метровий Ліверпульський телескоп у Роке-де-лос-Мучачос, Ла-Пальма, Іспанія, і два 2-метрові телескопи Фолкса, які розташовані в обсерваторії Галеакала на острові Мауї (Гаваї, США) та обсерваторії Сайдінг-Спрінг (Австралія) відповідно. Ці телескопи працюють частково автоматично. Деякі з них також беруть участь у «Мережі спостереження за об’єктами Сонячної системи Gaia» (англ. Gaia Follow-Up Network for Solar System Objects, Gaia-FUN-SSO) у відстеженні орбіт нещодавно знайдених об’єктів Сонячної системи.

### Маневр Гері Вайтгеда
16 липня 2019 року, через день після закінчення номінального терміну експлуатації, апарат перевели на іншу орбіту з найбільшим коригувальним маневром з моменту запуску. На попередній орбіті апарат увійшов би в тінь Землі в серпні та листопаді 2019 року. У цьому випадку електропостачання, а отже, зв'язок і дослідницькі операції були б перервані, зміни температури мали б негативний вплив на наукові операції протягом кількох тижнів. Маневр назвали на честь Гері Вайтгеда, члена команди керування, який помер за місяць перед тим. У маневрі використовувалася спеціальна комбінація керуючих сопел, орієнтація зонда на Сонце весь час залишалася незмінною, так що сонячне світло не потрапляло на холодні частини зонда або чутливі телескопи, а сонячні батареї зберігали свою орієнтацію. Під час маневру здійснювалося широкомасштабне тестування різних систем і калібрування, які в іншому разі перервали б наукові операції. Двигуни вмикали дев’ять разів, швидкість загалом змінилася на 14 м/с. На новій орбіті апарат не потраплятиме в тінь Землі до 2026 року. Коригувальний маневр тривав цілу добу з короткими фазами горіння, щоб паливо рівномірно розподілялося в баках, було витрачено 10 кг палива. Після маневру Gaia протягом року працювала за «принципом зворотного прецесійного сканування». Вісь обертання прецесувала в протилежному напрямку, що покращує стан астрометричного рішення.
Номінальна місія тривала до 16 липня 2019 року, 1817 діб. Датчики зафіксували 129 705 110 100 об'єктів і зробили 1 278 521 799 553 астрометричних вимірювань за допомогою 62 астрометричних і 14 ПЗЗ-матриць Skymapper. Було здійснено 258 759 786 958 фотометричних вимірювань за допомогою 14 синіх і червоних фотометрів ПЗЗ. Прилад RVS для розрахунку радіальної швидкості зафіксував 25 125 452 190 спектрів і 8 394 259 584 об'єкти.

### Продовження місії, запаси палива та завершення місії
Запас палива на борту розраховувався на номінальну тривалість місії (5 років + ½ року для фази випробувань). Запланована місія тривала до 25 липня 2019 року і була продовжена «Комітетом з наукової програми» (англ. Science Programme Committee, SPC) ЄКА спочатку до 2020 року, а потім — до 2022 року. 13 листопада 2020 року місію знову продовжили до грудня 2025 року, це рішення було підтверджено на міністерській конференції ЄКА наприкінці 2022 року. Очікувалося, що в другому кварталі 2025 року у Gaia має вичерпатися холодний газ (інертний газ, наприклад, азот, який зберігається у баку), а це означатиме, що подальша робота більше не має сенсу. Тим не менш, обробка даних триватиме й надалі.
Якби апарат не вийшов на заплановану орбіту Ліссажу навколо точки Лагранжа L2 одразу, на борту був би запас палива для додаткової корекції, щоб забезпечити досягнення потрібної орбіти. Таким чином, хімічне паливо може стабілізувати зонд у точці L2 протягом десятиліть, але запасів азоту для двигунів на холодному газі вистачить лише на 10 ±1 рік.
Наукові спостереження Gaia завершилися 15 січня 2025. Після завершення місії Gaia мала залишити орбіту Ліссажу навколо точки Лагранжа L2 і перейти на геліоцентричну орбіту, подалі від сфери впливу Землі.

## Технічні обмеження

### Обчислювальні потужності

Зображення з картографа Gaia поблизу Галактичного центру ЄКА382985

Ділянки неба з дуже високою щільністю зір, такі як сусідні галактики та найщільніші ділянки Чумацького Шляху (наприклад, вікно Бааде) з дуже великою кількістю об'єктів у невеликому просторі, створюють проблему для внутрішньої обробки даних. Хоча обчислювальні блоки мають високу продуктивність, кількість об'єктів, які можна обробити за визначений проміжок часу, обмежена. Яскравіші об'єкти автоматично отримують пріоритет, а спостереження слабших об'єктів втрачаються. Однак Gaia обстежуватиме ці ділянки кілька разів з різними характеристиками, щоразу реєструючи більше нововідкритих об'єктів. Для найбільш густонаселених районів існує обмеження в 1 050 000 об'єктів на квадратний градус.
Для таких дуже щільних областей існує інший тип оцінки, в якому дані з датчиків Skymapper зчитуються безпосередньо з оперативної пам'яті семи VPU і формують безперервні смуги, що містять усі об'єкти з області одного з двох телескопів, включаючи й ті, що лежать поза межами спостережної величини. Ця форма обробки даних може працювати під час звичайного виявлення об'єкта, не впливаючи на нього. Ці дані схожі на фотографію і не містять ніяких позицій, кольорів чи калібрувань. Ці дані із зоряних смуг мають аналізуватися іншим чином і поки що вони не враховані в Gaia DR3. Оброблені таким чином ділянки неба - Омега Центавра, Вікно Бааде, Стрілець I, Мала Магелланова Хмара, Велика Магелланова Хмара, Мессьє 22, Мессьє 4, 47 Тукана і NGC 4372. Картографам також вдалося зробити знімок телескопа «Джеймс Вебб». Перша оцінка цих зображень Омеги Центавра була опублікована в Gaia Focused Product Release (Gaia FPR) 10 жовтня 2023 року, в якій було зафіксовано 526 587 нових зір. Для цієї оцінки можлива лише загальна зоряна величина G із загальним калібруванням, використовуючи приблизне калібрування кольору на основі усереднених даних (псевдоколір).

### Пропускна здатність лінії зв'язку
Gaia виробляє велику кількість даних, які повинні бути прийняті європейською 35-метровою антенною мережею ESTRACK. З усіх місій Gaia висуває найвищі вимоги до цієї мережі. Ділянки з малою щільністю зір дають менше даних, а ділянки з великою щільністю — більше.
Щоденне використання антен планується заздалегідь, щоб оптимально використати необхідний час їх роботи.
Коли небо сканується кілька разів, інтелектуальна сітка даних вирішує, які з менш важливих даних видалити, щоб зменшити навантаження на систему передачі. 
Хоча ЄКА розширило можливості отримання даних до 8,7 Мбіт/с, усіх трьох антен все ще недостатньо, коли потрібно проаналізувати ділянки з особливо високою щільністю зір. Іноді, наприклад, коли поле зору близьке до галактичної площини, кількість даних навіть перевищує обсяг, який можуть прийняти всі три станції разом. Коли небо сканується кілька разів, інтелектуальна сітка даних вирішує, які з менш важливих даних видалити.

### Чутливість ПЗЗ-матриць
Телескоп Gaia використовує високочутливі ПЗЗ-матриці для астрометричних і фотометричних спостережень. При спостереженні дуже яскравих об’єктів (G < 3) може відбуватися насичення пікселів, що знижує точність вимірювань. Кількість таких зір незначна, і для них застосовуються спеціальні методи обробки або альтернативні інструменти, щоб забезпечити повноту каталогу. Для зір із яскравістю G ≤ 6 невизначеність вимірювань зазвичай вища, ніж для слабших об’єктів.

### Пошкодження датчиків внаслідок випромінювання
Сенсори піддаються неминучому ушкодженню під впливом космічного випромінювання. Частинки, що потрапляють на сенсори, можуть спричинити незворотні пошкодження, які проявляються у вигляді пошкоджених пікселів або повного виходу з ладу окремих пікселів чи цілих рядів пікселів. Програмне забезпечення може розпізнавати дефектні пікселі і виключати їх з обробки даних. Є достатньо надлишкових даних, щоб підтримувати правильне функціонування протягом запланованого терміну служби апарата. Більшість частинок сонячного вітру перехоплює сонячний екран; решта частинок - це переважно високоенергетичні галактичні або позагалактичні частинки з інших напрямків. На початку місії сонячна активність і, відповідно, радіаційне навантаження було нижчим за середнє, що мало позитивний ефект. Реальні пошкодження були приблизно вдесятеро меншими прогнозованих.

## Усунення несправностей
Системи зонда функціонують, а якість наукових даних відповідає очікуванням. Однак були деякі незначні несправності та обмеження, звичайні для таких складних космічних місій.
| Несправність                        | Короткий опис | Джерела |
| ----------------------------------- | --- | ------- |
| Розсіяне світло                     | Сонячне світло потрапляло в оптику телескопа обхідними шляхами. Виявилося, що, з одного боку, арамідні волокна, оброблені в сонячному екрані, в деяких місцях виступають за край екрану і викликають розсіювання світла, а з іншого боку, світло також досягає апертур телескопа через дифракцію на краю сонячного екрану, внаслідок чого отримується подальше багаторазове віддзеркалення на поверхнях зонда.               | .       |
| Відкладення льоду                   | За даними детекторів зонду спостерігалося швидке «згасання» зір. Це явище виникало через осадження кристалів льоду на дзеркалах телескопа. Причиною забруднення, ймовірно, є волога, що потрапила з Землі в секцію теплопостачання космічного апарата, і волога, що затримується в армованих вуглецевим волокном компонентах, яка повільно виводиться назовні. Для усунення зледеніння дзеркала телескопа нагрівали 6 разів. | .       |
| Відхилення в кутах нахилу телескопа | На початку роботи інтерферометр, встановлений на борту, показав періодичну зміну кута між двома телескопами приблизно в одну мілісекунду. Астрономи Gaia очікували, що цей ефект можна відкалібрувати і, таким чином, обчислити на основі вимірювань. | [ 109 ] |
| Дефектна форсунка                   | Під час випробувань з'ясувалося, що один з клапанів сопла на хімічних двигунах не відкривається. Його успішно замінили на резервний до самого кінця місії. | .       |
| Встановлення розташування           | Видима зоряна величина Gaia коливається від 20 до 21,2, що більш як на дві зоряні величини слабше, ніж зонди WMAP і «Планк», через що було складніше з належною точністю визначати розташування космічного телескопа. Якщо спочатку планувалося застосовувати для цього 1-2-метрові наземні телескопи, то фактично застосовували 2-3-метрові.                                                                                | .       |
| Несправність головної антени        | Головна антена через температурні коливання вимикалася шість разів, що вплинуло на наукове обладнання й стабільність основного кута між двома телескопами. Причиною стала несправність одного з двох основних передавачів. До 2016 року цю проблему також усунули. | .       |
| Несправність накопичувача           | Під час місії контролер сховища даних виходив з ладу чотири рази: 5 квітня 2015 року, 29 квітня 2015 року, 29 листопада та 12 серпня 2016 року. Щоразу сховище відновлювало роботу, але певна кількість наукових даних могла не зберегтися протягом цього часу. | [ 110 ] |
| Зоряні датчики                      | 29 жовтня 2015 року регулятор положення автоматично переключився з зоряного датчика 1 на зоряний датчик 2. Того ж дня з'явилася можливість переключитися назад на перший зоряний датчик. Після аналізу було виявлено три зорі, які мали слабкі сусідні зорі, не зазначені в каталозі, що призводило до хибних спрацьовувань. 20 квітня 2017 року каталог зоряного датчика 1 було оновлено, а три проблемні об'єкти видалено. | .       |

## Результати
Загальна вартість місії становила близько €740 млн, включаючи виробництво, запуск і наземне забезпечення. Сам зонд коштував €450 млн, і близько €250 млн додатково виділялося на наземну обробку даних. Виготовлення апарата було завершено з дворічним відставанням від графіку та 16 % перевищенням бюджету, головним чином через труднощі, що виникли під час полірування десяти дзеркал із карбіду кремнію, а також збирання та тестування оптичної системи телескопа.
Результати досліджень публікували в кілька етапів, і вони знаходяться у вільному доступі через Інтернет в архіві Gaia.
Ще до перших великих публікацій для певних об'єктів видавалися так звані «наукові попередження», якщо для астрономів була особлива причина негайно спостерігати за певним об'єктом. Такими подіями є, наприклад, покриття,  спалахи наднових, відкриття навколоземних астероїдів тощо. З вересня 2014 року Gaia спостерігала наднові зорі в інших галактиках. У липні 2015 року опубліковано першу карту щільності зір.
На етапі планування місії передбачалися щорічні випуски, але цієї частоти дотриматися не вдалось. Початкові моделі передбачали, що Gaia спостерігатиме близько мільярда об’єктів до 20-ї зоряної величини. Вже другий каталог Gaia значно перевищив прогнози. Зі збільшенням кількості об’єктів вимоги до обчислень зростали, обчислювальні моделі довелося змінити, а плани публікації виявилися надто оптимістичними, і їх довелося кілька разів переносити.

### Ідентифікація об'єктів
Об'єкти в каталогах Gaia мають унікальний ідентифікатор (ID). Оскільки окремі релізи не залежать один від одного, ці ідентифікатори можуть змінюватися між окремими релізами. Унікальну специфікацію об'єктів можна отримати, лише вказавши разом з ідентифікатором реліз даних, який використовується (наприклад, Gaia DR2 2123836077760594432).

### Початковий список джерел Gaia (IGSL)
Зрештою, Gaia мала створити каталог, який базуватиметься виключно на її власних спостереженнях. Однак, для того, щоб ідентифікувати об'єкти й порівняти записи з інших зоряних каталогів, із кількох попередніх каталогів було скомпоновано початковий каталог The Initial Gaia Source List (IGSL), третя версія якого (2013 рік) містила 1 222 598 530 об'єктів.
Для фотометричного калібрування попередні каталоги непридатні, оскільки більшість об'єктів надто яскраві, щоб їх можна було вивчати за допомогою Gaia. Із цієї причини каталог IGSL містив Gaia Spectrophotometric Standard Star Catalog — список близько 200 зір для фотометричного калібрування.

### Gaia DR1
14 вересня 2016 року були опубліковані перші набори даних (Gaia DR1) за результатами 14 місяців спостережень. Визначено положення та зоряну величину в діапазоні G (два параметри) 1,1 мільярда зір, 400 мільйонів з яких раніше не потрапляли в каталоги. Визначено положення, зоряну величину, паралакс, відстань і кутову швидкість понад 2 мільйонів зір за допомогою «астрометричного рішення Tycho-Gaia» (TGAS, п’ять параметрів). Дані про положення з каталогу Hipparcos і каталогу Tycho 2 були включені та використані разом із положеннями з Gaia для розрахунку кутової швидкості. Вивчено криві інтенсивності та специфічні властивості вибраних змінних зір, включаючи 2595 зір типу RR Ліри та 599 цефеїд. Визначено положення та зоряну величину понад 2000 квазарів у підкаталозі GCRF1.
У Галактиці трикутника, розташованій на відстані 2,4 мільйона світлових років, Gaia зафіксувала близько 40000 найяскравіших зір (із приблизно 40 мільярдів зір, що є у цій галактики). Перша публікація з 1,1 мільярда об’єктів вже на 10 % перевищила очікування (1 мільярд об'єктів), попри деякі недоліки у спостереженнях.

### Gaia DR2
Каталог Gaia DR2 від 25 квітня 2018 року базується на спостереженнях 22 місяців і містить майже 1,7 мільярда об’єктів. Приблизно 350 мільйонів із цих об’єктів мають тільки положення та зоряну величину G-діапазону (два параметри), решта (приблизно 1,3 мільярда об’єктів) мають також інформацію про паралакс і кутову швидкість (п’ять параметрів). Близько 7,2 мільйона об’єктів також мають визначену радіальну швидкість. Сюди включено 550 000 змінних зір із кривими блиску і приблизно стільки ж квазарів, які формують Gaia Celestial Reference Frame 2 (GDRF2, небесна система відліку Gaia v.2), яка є реалізацією міжнародної небесної системи координат в оптичному дапазоні. Близько 160 мільйонів об’єктів мають значення ефективної температури, 87 мільйонів мають значення міжзоряного поглинання та червоного зміщення, а 76 мільйонів об'єктів мають значення радіусу та світності. Крім того, включено 14 000 астероїдів з орбітальними даними. 
DR2 містить багато відкритих білих карликів, а моделі еволюції білих карликів були вдосконалені. Було показано, що під час охолодження у білих карликів розвивається тверде ядро і що цей процес сповільнює охолодження, що, в свою чергу, впливає на визначення віку. Дані з DR2 дозволили дізнатися більше про минуле Чумацького Шляху та його взаємодію з іншими галактиками. DR2 вдалося виміряти обертальні рухи яскравих зір у Андромеди та туманності Трикутника. Удосконалено моделі руху Андромеди та галактики Трикутника у бік Чумацького Шляху. Аналіз даних Gaia, спираючись на алгоритм машинного навчання, виявив майже було виявлено 2000 раніше невідомих зоряних скупчень і зоряних груп, а також виявлено, що новоутворені зорі з одного регіону утворюють ланцюжкові структури та зберігають подібний характер руху протягом тривалого часу. Команда дослідників використовувала дані телескопа Hubble разом із даними з DR2 для визначення маси Чумацького Шляху та прийшла до результату приблизно в 1500 мільярдів мас Сонця. Дослідження змогло підтвердити давню гіпотезу про те, що Чумацький Шлях є галактикою з перемичкою за допомогою прямих вимірювань.

### Gaia DR3
Дані каталогу Gaia DR3, що базуються на спостереженнях за 34 місяці, були опубліковані 13 червня 2022 року. Передбачалося, що частини DR3 будуть готові до публікації в різний час. Публікацію розділили, щоб частина даних стала доступна науковій спільноті якомога раніше.
Перша частина, під назвою Gaia Early Data Release 3 або Gaia EDR3, була опублікована 3 грудня 2020 року й містила уточнені астрометричні та фотометричні дані, зоряні положення, паралакси й власні рухи близько 1,8 мільярда об'єктів. Приблизно 1,6 мільйона квазарів включено до підкаталогу GCRF3.
За допомогою Gaia EDR3 вдалося вперше зафіксувати вплив галактичного центру на Сонячну систему. За допомогою Gaia EDR3 3026325426682637824 екзопланета з масою приблизно 1 маси Юпітера і орбітальним періодом три дні була вперше відкрита за допомогою транзитного методу, і результат був підтверджений спостереженнями за допомогою Великого бінокулярного телескопа (LBT) в Арізоні.
Друга частина Gaia DR3 з більш складними даними була опублікована 13 червня 2022 року. Окрім астрометричних даних з EDR3, вона містить спектроскопічні та фотометричні класифікації об’єктів, які можна легко оцінити, спектри RVS та інформацію про зоряну атмосферу, радіальні швидкості, класифікації змінних зір із кривими блиску, каталоги об’єктів Сонячної системи з попередніми орбітальними даними та індивідуальними даними про спостереження. Додано каталоги протяжних об'єктів і кратних зір. DR3 також містить Gaia Andromeda Photometric Survey (GAPS), що містить близько 1 мільйона об'єктів з області радіусом 5,5° навколо галактики Андромеди. У зв'язку з Gaia DR3 15 червня 2022 року було також опубліковано перший список кандидатів в екзопланети. Список містить кандидати, згруповані відповідно до різних методів відкриття, наприклад, 214 об'єктів, виявлених за допомогою транзитного методу, в тому числі 173 екзопланети, про які вже повідомлялося в інших джерелах. Крім того, 73 кандидати знайдені за допомогою астрометричного методу, 9 з яких вже були відомі. Нарешті, 10 кандидатів було також виявлено за допомогою методу радіальної швидкості, в тому числі одну раніше відому екзопланету.

### Подальші публікації
Публікація даних номінальної тривалості місії (Gaia DR4) спочатку планувалася на кінець 2022 року, але ця дата публікації була скасована. Очікувалося, що DR4 міститиме всі астрометричні й фотометричні дані, усі змінні зорі, усі подвійні й кратні зоряні системи, класифікації й різні астрометричні дані для зір, невирішені подвійні системи, галактики та квазари, список екзопланет, усі епохи та дати проходження для всіх об'єктів.

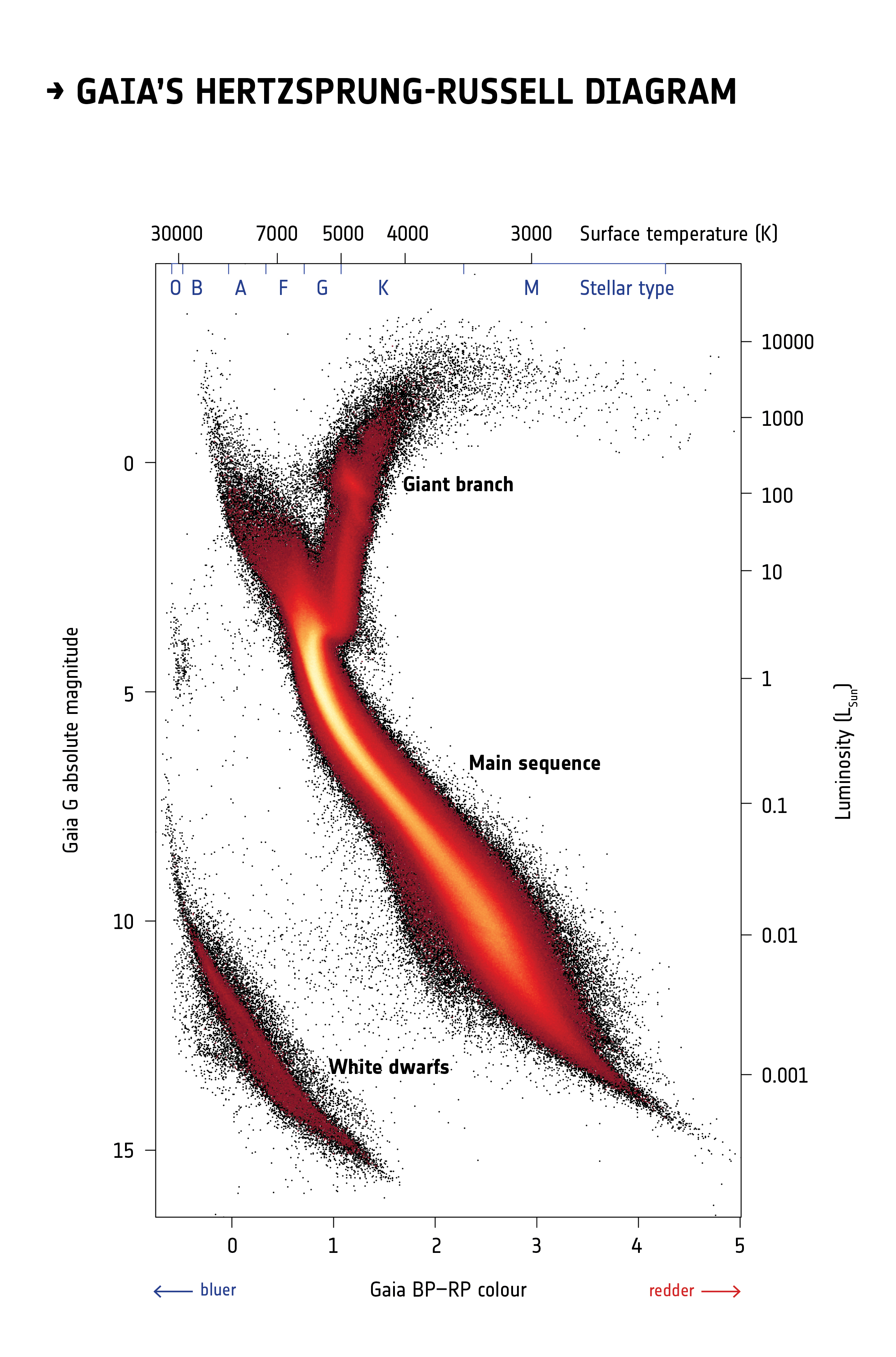
Діаграма Герцшпрунга-Рассела Gaia

Діаграма Герцшпрунга-Рассела Gaia є однією з найкращих, коли-небудь створених для Чумацького Шляху.
За повідомленням Space.com та даними, отриманими з Обсерваторії Лазурного берега, станом на 2024 рік, Gaia зафіксувала 352 потенційних супутників астероїдів, що підтверджує його здатність самостійно проводити пошук нових подвійних систем. Якщо ці спостереження підтвердяться, кількість відомих подвійних систем у Сонячній системі подвоїться.  
Продовження місії до кінця 2025 року має призвести до подальших публікацій. Останні дані будуть опубліковані не раніше кінця 2028 року, приблизно через три роки після завершення роботи Gaia, а каталог отримав попередню назву Gaia DR5. Очікується, що дані Gaia стануть основою для досліджень протягом більш ніж десяти років. 

## Консорціум обробки та аналізу даних (DPAC)
Обробка масивів даних через наземні комп’ютерні системи була проблемною. На відміну від деяких інших місій, необроблені дані не можна використовувати без подальшої обробки. ЄКА разом з DPAC довелося розробити нове програмне забезпечення, що може ефективно обробляти, архівувати та готувати до використання на Землі отримані дані. DPAC — це спільнота астрономів, інженерів і спеціалістів з програмного забезпечення, організованих у дев’ять робочих груп, які називаються координаційними підрозділами (CU), що також відповідають за калібрування зонда.
Дані з антенної мережі спочатку збираються, обробляються та архівуються в Європейському центрі космічної астрономії (ESAC), потім стають доступними для наукової обробки DPAC. Центр DPAC із центральним об’єднанням усіх даних розташований у Віллафранка-дель-Кастільо в Іспанії та надається за підтримки ЄКА.
Обробка даних відбувається в кілька етапів з використанням різних процедур, розподілених між робочими групами. Деякі процедури виконуються з щоденним обсягом даних, деякі — з тими, які охоплюють увесь сегмент даних протягом кількох місяців, інші ж  - використовують дані з кількох сегментів даних. Частина процедур виконується рекурсивно.
Загалом апарат створив понад один петабайт даних протягом номінальної тривалості місії в п’ять років, що еквівалентно ємності даних 1,5 мільйона CD-ROM або 200 000 DVD. Витрати на подальшу обробку даних DPAC покриваються державними коштами, а не ЄКА.

### Розташування
Обробка даних здійснюється командою з приблизно 450 учених і розробників із власними центрами обробки даних в шести місцях у різних країнах: Віллафранці, Барселоні, Кембриджі, Женеві, Турині та CNES у Тулузі. Центр обробки даних CNES у Тулузі зберігає повний набір даних Gaia як резервну копію в іншому місці. Додаткові групи вчених і розробників у різних місцях розробляють комп’ютерні методи, які можна використовувати для виконання завдань CU. Окремі локації мають власні фінансові ресурси та приймають власні рішення щодо виконання своїх завдань та щодо обладнання, яке вони використовують.

### Робочі групи
Перша група, CU1, відповідає за розробку програмного забезпечення та стратегію обробки даних. Друга група, CU2, відповідає за моделі, які були необхідні для тестування програмного забезпечення перед використанням і для практики його використання. CU1 і CU2 були активні на дуже ранніх етапах проєкту, тоді як решта CU змогли почати повноцінну роботу лише після запуску апарата та надходження перших даних.
Три блоки відповідають за подальшу обробку астрономічних даних від різних детекторів. CU3 забезпечує астрометричні дані, положення та напрямок руху об’єктів у небі. Для виконання цих завдань потрібна більшість обчислювальних потужностей. CU3 забезпечує шлях від отримання необроблених телеметричних даних до астрометричного рішення, а також перший погляд на матеріал і видає наукові сповіщення. CU5 фокусується на фотометричних даних. CU6 обробляє спектроскопічні дані та застосовує їх для визначення радіальної швидкості й хімічного складу.
Інші команди працюють над оцінкою отриманих даних. CU4 вивчає об’єкти Сонячної системи, подвійні зорі, екзопланети та позагалактичні об’єкти. Змінні зорі досліджує CU7. CU8 поділяє всі спостережувані об’єкти на певні класи.
CU9 відповідає за перевірку та підготовку даних до публікації, публікацію попередніх і остаточних каталогів, розробку програмного забезпечення та інтерфейсів для надання даних, а також обслуговування відповідних серверів. CU9 продовжуватиме працювати невизначений термін після припинення діяльності Gaia, і навіть після того, як дані будуть повністю оброблені, коли всі інші групи припинять свою роботу. У майбутньому CU9 продовжуватиме розробляти нові методи, за допомогою яких можна буде оцінити дані відповідно до нових або додаткових критеріїв.

## Gaia в культурі
Про місію Gaia було знято повнокупольний фільм «Journey to a Billion Suns». Фільм, створений у співпраці ЄКА, був показаний у 70 планетаріях світу. 
7 грудня 2017 року Deutsche Post випустила марку Gaia, що коштувала €0,45. 
У прощальному пресрелізі 2025 року ЄКА описала Gaia як одну з найбільш трансформаційних місій агентства, що «змінила спосіб, у який ми бачимо небо».

## Можливі подальші місії
Найбільш амбітною з таких ініціатив є концепт GaiaNIR — місії з подібною структурою, але з використанням інфрачервоних детекторів. Gaia NIR – це дослідження, опубліковане ЄКА у 2017 році для наступної місії Gaia з подібною технологією та коштами, але призначене для спостережень у ближньому інфрачервоному діапазоні. Зазначається, що повторення вимірювань Gaia, наприклад, у 2042 році, у поєднанні з оригінальними вимірюваннями значно підвищить точність вимірювання власного руху зір. Після успішної роботи Gaia Європейське космічне агентство (ЄКА) ініціювало вивчення перспектив продовження місії або створення її інфрачервоної версії. Це дозволило б здійснювати спостереження крізь пилові області галактики, які були частково або повністю недоступні для оригінальної Gaia. GaiaNIR наразі існує як концепція в рамках досліджень CDF ЄКА, з потенційним запуском не раніше 2045 року.
Окрім цього, технологічні напрацювання місії Gaia — зокрема, мікрорухові системи, високоточні системи зоряної орієнтації та алгоритми обробки великої кількості даних — активно використовуються у нових проєктах ЄКА, як-от PLATO (пошук екзопланет) та LISA (гравітаційні хвилі). У цьому сенсі Gaia стала технологічним попередником наступного покоління космічних обсерваторій.